# 阿林娜·庫庫什金娜
愛琳娜·伊莉茵妮奇娜·庫庫什金娜（俄语：Алина Ильинична Кукушкина，羅馬化：Alina Ilinichna Kukushkina，2001年9月26日—），俄羅斯女性配音員，於2008年，為俄羅斯動畫《瑪莎與熊》擔任主角瑪莎的配音員而發跡，同時她也是該劇多個主題曲的演唱者。愛琳娜亦有配音俄羅斯語版的《神偷奶爸》的角色愛妮。

## 外部連結
- 阿林娜·庫庫什金娜的Instagram帳戶
- 阿林娜·庫庫什金娜在互联网电影资料库（IMDb）上的資料（英文）